# Caetano Pires Pereira
Caetano Pires Pereira (Ladeira, 18 agosto 1769 – Pechino, 2 novembre 1838) è stato un missionario e vescovo cattolico portoghese.

## Biografia
Entrò nei vincenziani e fu ordinato prete nel 1794. Nel 1800 raggiunse come missionario Macao.
Nominato vescovo di Nanchino nel 1804, fu consacrato a Pechino da Alexandre de Gouveia: le persecuzioni religiose contro i cristiani non gli consentirono di raggiungere la sua sede e lo costrinsero a risiedere a Pechino, di cui nel 1827 divenne amministratore apostolico. Governò la diocesi di Nanchino tramite vicari.
Morì a Pechino nel 1838.

## Genealogia episcopale e successione apostolica
La genealogia episcopale è:
- Cardinale Guillaume d'Estouteville, O.S.B.Clun.
- Papa Sisto IV
- Papa Giulio II
- Cardinale Raffaele Riario
- Papa Leone X
- Papa Clemente VII
- Cardinale Antonio Sanseverino, O.S.Io.Hier.
- Cardinale Giovanni Michele Saraceni
- Papa Pio V
- Cardinale Innico d'Avalos d'Aragona, O.S.Iacobi
- Cardinale Scipione Gonzaga
- Patriarca Fabio Biondi
- Papa Urbano VIII
- Cardinale Cosimo de Torres
- Cardinale Francesco Maria Brancaccio
- Vescovo Miguel Juan Balaguer Camarasa, O.S.Io.Hier.
- Papa Alessandro VII
- Cardinale Neri Corsini
- Vescovo Francesco Ravizza
- Cardinale Veríssimo de Lencastre
- Arcivescovo João de Sousa
- Vescovo Álvaro de Abranches e Noronha
- Cardinale Nuno da Cunha e Ataíde
- Cardinale Tomás de Almeida
- Cardinale João Cosme da Cunha, O.R.C.
- Arcivescovo Francisco da Assunção e Brito, O.E.S.A.
- Vescovo Alexandre de Gouveia, T.O.R.
- Vescovo Caetano Pires Pereira, C.M.

La successione apostolica è:
- Vescovo Gioacchino Salvetti, O.F.M.Obs.